# Roepkea marchali
Roepkea marchali är en insektsart. Roepkea marchali ingår i släktet Roepkea och familjen långrörsbladlöss. Inga underarter finns listade i Catalogue of Life.